# Horacio Orzán
Horacio de Dios Orzán (Santa Sylvina, Chaco, 14 de abril de 1988) es un futbolista argentino. Juega como mediocentro y su equipo actual es el Foot Ball Club Melgar de la Liga 1 de Perú.

## Características
Su posición original es la de mediocampista, pero también puede jugar como lateral sumándole a esta función la llegada al gol.
Muy disciplinado en los sistemas tácticos, de gran despliegue y entrega física. En el Newell's campeón del Tata Martino (Torneo Final 2013) mostró su mejor versión como jugador aportando en este logro y colaborando en una participación destacada del equipo en la Copa Libertadores 2013, en la que llegó a instancias de semifinales. En este 2022 llegó a semifinales de sudamericana, cayendo ante Independiente del Valle.

## Trayectoria
Surgió de las divisiones inferiores de Los Pumitas y es hincha del Club Centro Juvenil de Santa Sylvina. Inició su carrera en el Club Deportivo Comercio de Santa Sylvina (Chaco). Sin embargo, realizó su debut profesional en Juventud de Las Piedras en el 2008, club donde llegó a prueba. En su primer año en el fútbol profesional desciende de categoría en el Campeonato Uruguayo 2008-09. Al siguiente año jugaría la Segunda División de Uruguay y perdió los Play-offs del tercer ascenso ante Miramar Misiones. Compartió vestuario con Matias Britos.
A mediados del 2011 llega a Sarmiento de Resistencia para disputar el Torneo Argentino B 2011-12, lo cual sería la cuarta división del fútbol argentino. Sin embargo, con su gran performance en la Copa Argentina le sirvió para ser visto por equipos de Primera División. Tuvo una actuación descollante ante Arsenal de Sarandi, siendo destacado por periodistas argentinos.

### Newell's Old Boys
El 18 de julio del 2012 fue oficiazado como nuevo refuerzo de Newell's Old Boys. Al inicio fue enviado al plantel de la reserva para que tenga mayor rodaje. Su debut fue el 27 de octubre frente a Arsenal de Sarandí, debut donde tuvo un buen desempeño. Su debut en Copa Libertadores fue el 2013 frente Olimpia, donde pondría el segundo tanto en una victoria 3 a 1. En aquella Copa Libertadores llegaría hasta las semifinales de la mano del Tata Martino. A finales de aquel año logra ser campeón del Torneo Final 2013 con el lepra. Jugó al lado de Nahuel Guzmán, Gabriel Heinze, Maxi Rodríguez, Ignacio Scocco, Ever Banega y David Trezeguet.
Luego de haber perdido continuidad pasa a Club Atlético Tigre a préstamo por una temporada. Fue dirigido por Gustavo Alfaro y Mauro Camoranesi.
A mediados del 2016 se marcha a préstamo a la Universidad Católica por una temporada con opción a compra. Una terrible lesión lo alejó de las canchas por 6 meses.
A inicios del 2019 ficha por Mushuc Runa de Ecuador. Luego de una buena temporada, a en noviembre del 2019 renueva su contrato por una temporada más.

### FBC Melgar
A pesar de tener ofertas de equipos ecuatorianos, el 30 de diciembre del 2020 fue oficializado como nuevo refuerzo de FBC Melgar de Arequipa, club con el que disputará la Copa Sudamericana 2021.

## Clubes
| Club                 | País      | Año             | Partidos | Goles |
| -------------------- | --------- | --------------- | -------- | ----- |
| Juventud             | Uruguay   | 2008 - 2010     | 38       | 0     |
| Deportivo Comercio   | Argentina | 2011            | 3        | 0     |
| Sarmiento (R)        | Argentina | 2011 - 2012     | 29       | 0     |
| Newell's Old Boys    | Argentina | 2012 - 2015     | 79       | 5     |
| Tigre                | Argentina | 2015 - 2016     | 14       | 0     |
| Universidad Católica | Ecuador   | 2016 - 2017     | 22       | 0     |
| Sarmiento (R)        | Argentina | 2017 - 2018     | 34       | 3     |
| Mushuc Runa          | Ecuador   | 2019 - 2020     | 50       | 2     |
| FBC Melgar           | Perú      | 2021 - Presente | 158      | 0     |

## Palmarés
| Club              | País      | Año  | Torneo          |
| ----------------- | --------- | ---- | --------------- |
| Newell's Old Boys | Argentina | 2013 | Torneo Final    |
| F. B. C. Melgar   | Perú      | 2022 | Torneo Apertura |